# Sigmund Jähn
Sigmund Werner Paul Jähn (Morgenröthe-Rautenkranz, 13 de febrero de 1937-Strausberg, 21 de septiembre de 2019) fue el primer cosmonauta alemán, tanto del este como del oeste (por aquella época Alemania se encontraba dividida en dos Estados) en viajar al espacio. 
Viajó al espacio el 26 de agosto de 1978 en la misión Soyuz 31, en el marco del programa Intercosmos de la Unión Soviética.

## Biografía
Entre 1943 y 1951 se educó en su ciudad natal. Después de la escuela hizo el aprendizaje para impresor. En 1955 se incorporó a la Fuerza Aérea y Defensa Aérea del Ejército Popular Nacional, la fuerza aérea de la República Democrática Alemana, donde se formó como piloto militar. Entre 1966 y 1970 estudió en la Academia Aérea Militar Yuri Gagarin de la ciudad de Mónino (URSS) y trabajó en la administración de la fuerza aérea de la RDA, siendo responsable de la educación experimental y la seguridad aérea.

### Al espacio
En 1976, fue seleccionado junto con quien sería su suplente, Eberhard Köllner, para prepararse como primer cosmonauta alemán en el programa Intercosmos. Se formó en la Ciudad de las Estrellas, cerca de Moscú, durante dos años. Voló a bordo de Soyuz 31 a la estación espacial soviética Saliut 6, y regresó con la Soyuz 29. Pasó 7 días, 20 horas y 49 minutos en el espacio. El vuelo del primer alemán en el espacio fue celebrado tanto por ciudadanos del Este como del Oeste de Alemania.
Por ello, se le otorgó el título de Héroe de la Unión Soviética el 3 de septiembre de 1978. 

### Trayectoria

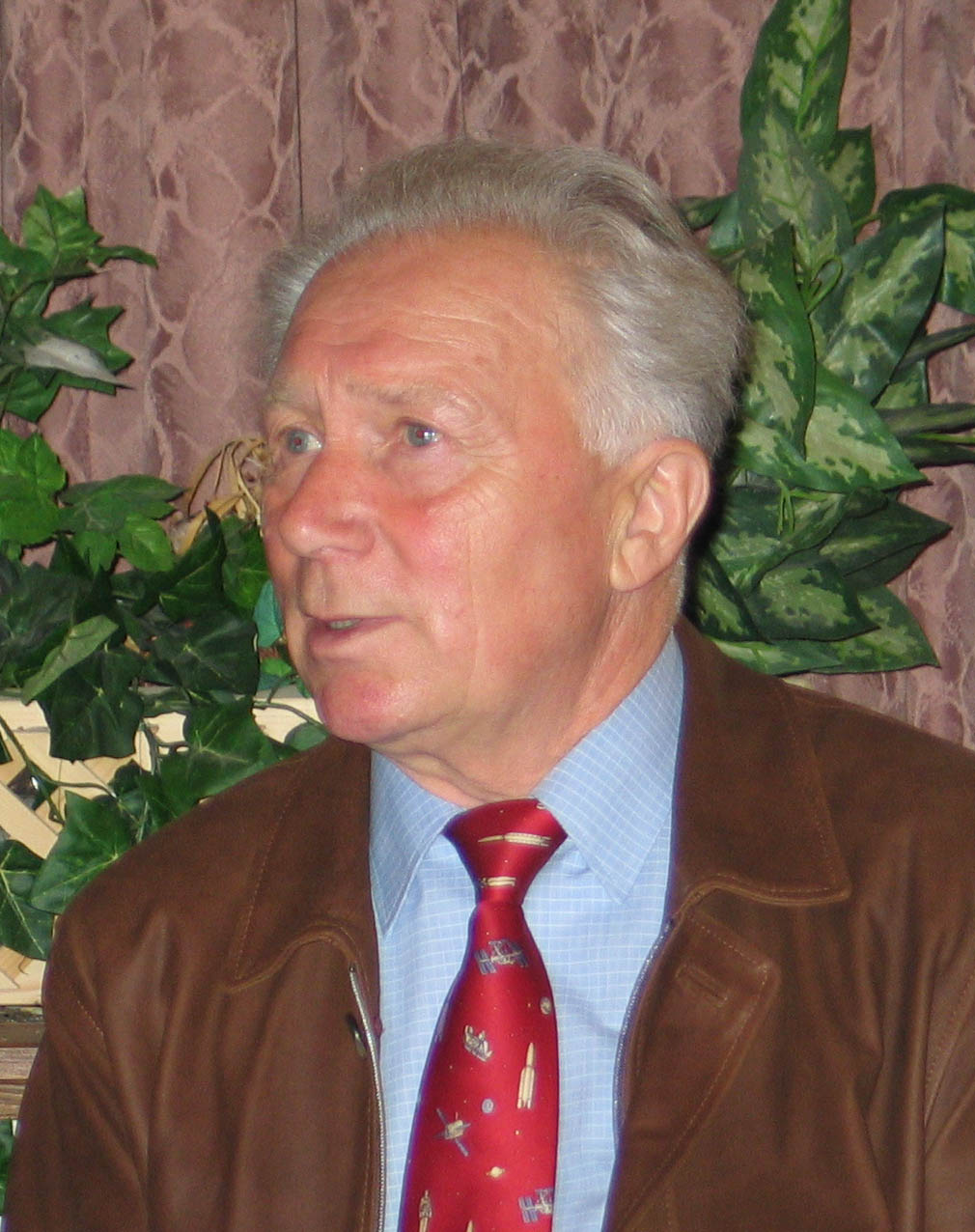
Sigmund Jähn en 2004

Hacia 1983 obtuvo un doctorado en física en el Instituto Central de Física de la Tierra (Zentralinstitut für Physik der Erde) de Potsdam, especializado en la teleobservación de la Tierra. 
A partir de 1990, tras la reunificación alemana, trabajó como consultor de vuelos espaciales tripulados para el Centro Aeroespacial Alemán (en alemán: Deutsches Zentrum für Luft und Raumfahrt), la agencia espacial alemana, heredera de la República Federal Alemana y, desde 1993, también de la Agencia Espacial Europea como preparador de las misiones Euromir.

### Retiro
En 2001 su nombre le fue otorgado al asteroide 17737.
Jubilado hacia 2002, disfrutó de su vida matrimonial con dos hijos, mientras dedicaba tiempo a su afición por la lectura y la caza.
En 2003 Jähn apareció en la película alemana Good Bye, Lenin! interpretado por el actor suizo Stefan Walz. En el filme, se lo muestra como conductor de taxis ya que, según la dramatización, había perdido su empleo militar tras la reunificación, una mera alteración simbólica del guion.
Falleció el 21 de septiembre de 2019, a los 82 años.